# Gehyra fehlmanni
Gehyra fehlmanni (дтелла Фельмана) — вид геконоподібних ящірок родини геконових (Gekkonidae). Мешкає в Південно-Східній Азії. Вид названий на честь американського іхтіолога Германа Адера Фельмана.

## Поширення і екологія
Дтелли Фельмана мешкають в Таїланді і В'єтнамі, можливо, також в інших районах Індокитаю. Вони живуть в тропічних лісах, що ростуть серед вапнякових скель. ведуть наземний, нічний спосіб життя. Відкладають яйця.